# Austrolimnophila
Austrolimnophila es un género de dípteros nematóceros de la familia Limoniidae.

## Especies
- Contiene las siguientes especies:
- Subgénero Archilimnophila Alexander, 1934
  - A. arborea Savchenko, 1978
  - A. harperi (Alexander, 1926)
  - A. subpolaris Savchenko, 1969
  - A. subunica (Alexander, 1920)
  - A. subunicoides (Alexander, 1950)
  - A. unica (Osten Sacken, 1869)
- Subgénero Austrolimnophila Alexander, 1920

- - A. acanthophallus Alexander, 1955
  - A. accola Alexander, 1961
  - A. acutergata Alexander, 1939
  - A. agathicola Alexander, 1952
  - A. agma Alexander, 1972
  - A. aka Theischinger, 2000
  - A. amatrix Alexander, 1960
  - A. analis (Santos Abreu, 1923)
  - A. anjouanensis Alexander, 1979
  - A. antiqua (Skuse, 1890)
  - A. argus (Hutton, 1900)
  - A. asiatica (Alexander, 1925)
  - A. aspidophora Alexander, 1955
  - A. atripes (Alexander, 1922)
  - A. autumnalis (Alexander, 1929)
  - A. badia (Doane, 1900)
  - A. bifidaria Alexander, 1942
  - A. birungana (Alexander, 1924)
  - A. bradleyi Alexander, 1929
  - A. brevicellula Stary, 1977
  - A. bulbulifera Alexander, 1948
  - A. buxtoni Alexander, 1956
  - A. byersiana Alexander, 1968
  - A. candiditarsis Alexander, 1937
  - A. canuta Alexander, 1958
  - A. caparaoensis Alexander, 1944
  - A. chiloeana Alexander, 1953
  - A. chrysorrhoea (Edwards, 1923)
  - A. claduroneura (Speiser, 1909)
  - A. claduroneurodes Alexander, 1956
  - A. collessiana Theischinger, 1996
  - A. comantis Alexander, 1948
  - A. crassipes (Hutton, 1900)
  - A. croceipennis Alexander, 1962
  - A. cyatheti (Edwards, 1923)
  - A. cyclopica Alexander, 1947
  - A. danbulla Theischinger, 1996
  - A. deltoides Alexander, 1960
  - A. diacanthophora Alexander, 1962
  - A. diffusa (Alexander, 1920)
  - A. discoboloides Alexander, 1947
  - A. dislocata Alexander, 1961
  - A. distigma (Alexander, 1920)
  - A. duseni (Alexander, 1920)
  - A. echidna Alexander, 1956
  - A. elnora Alexander, 1929
  - A. ephippigera Alexander, 1946
  - A. erecta (Alexander, 1934)
  - A. eucharis Alexander, 1962
  - A. eutaeniata (Bigot, 1888)
  - A. excelsior Alexander, 1960
  - A. exsanguis Alexander, 1955
  - A. fluxa Alexander, 1936
  - A. fulvipennis (Alexander, 1921)
  - A. fuscohalterata Alexander, 1929
  - A. geographica (Hutton, 1900)
  - A. griseiceps (Alexander, 1921)
  - A. hausa Alexander, 1974
  - A. hazelae Alexander, 1929
  - A. hoogstraali Alexander, 1972
  - A. horii (Alexander, 1925)
  - A. illustris (Alexander, 1923)
  - A. infidelis Alexander, 1929
  - A. interjecta Alexander, 1936
  - A. interventa (Skuse, 1890)
  - A. iris Alexander, 1929
  - A. irwinsmithae Alexander, 1937
  - A. japenensis Alexander, 1947
  - A. joana Alexander, 1929
  - A. jobiensis Alexander, 1947
  - A. kirishimensis (Alexander, 1925)
  - A. laetabunda Alexander, 1960
  - A. lambi (Edwards, 1923)
  - A. latistyla Stary, 1977
  - A. leleupi Alexander, 1962
  - A. leucomelas (Edwards, 1923)
  - A. lewisiana Theischinger, 1996
  - A. linae Alexander, 1947
  - A. lobophora Alexander, 1960
  - A. luteipleura Alexander, 1949
  - A. macrophallus Alexander, 1958
  - A. macropyga Alexander, 1953
  - A. mannheimsi Alexander, 1960
  - A. marcida (Alexander, 1924)
  - A. marshalli (Hutton, 1900)
  - A. martinezi Alexander, 1957
  - A. medialis (Alexander, 1921)
  - A. megapophysis Alexander, 1979
  - A. merklei Alexander, 1928
  - A. michaelseni Alexander, 1929
  - A. microspilota Alexander, 1943
  - A. microsticta Alexander, 1929
  - A. minor Alexander, 1962
  - A. mobilis (Alexander, 1934)
  - A. multiscripta Alexander, 1960
  - A. multitergata Alexander, 1962
  - A. munifica Alexander, 1928
  - A. nahuelicola Alexander, 1957
  - A. natalensis (Alexander, 1921)
  - A. nebrias Alexander, 1962
  - A. neuquenensis Alexander, 1952
  - A. nigrocincta (Edwards, 1923)
  - A. nokonis (Alexander, 1928)
  - A. norrisiana Theischinger, 1996
  - A. nympha Alexander, 1943
  - A. obliquata (Alexander, 1922)
  - A. ochracea (Meigen, 1804)
  - A. oculata (Edwards, 1923)
  - A. oroensis Alexander, 1943
  - A. orthia (Alexander, 1924)
  - A. pacifera Alexander, 1937
  - A. pallidistyla Alexander, 1942
  - A. percara Alexander, 1957
  - A. percincta Alexander, 1955
  - A. peremarginata Alexander, 1955
  - A. persessilis Alexander, 1939
  - A. petasma Alexander, 1961
  - A. phantasma Alexander, 1956
  - A. platensis (Alexander, 1923)
  - A. platyterga Alexander, 1958
  - A. pleurolineata Alexander, 1957
  - A. pleurostria Alexander, 1958
  - A. plumbeipleura Alexander, 1949
  - A. polydamas Alexander, 1960
  - A. polyspilota Alexander, 1937
  - A. praepostera Alexander, 1956
  - A. pristina (Alexander, 1924)
  - A. proximata (Alexander, 1926)
  - A. punctipennis (Philippi, 1866)
  - A. recens (Alexander, 1921)
  - A. relicta Alexander, 1928
  - A. robinsoni Alexander, 1958
  - A. saturnina Alexander, 1961
  - A. septifera Alexander, 1968
  - A. spectabilis (Alexander, 1921)
  - A. spinicaudata Alexander, 1937
  - A. stemma (Alexander, 1922)
  - A. stenoptera Alexander, 1981
  - A. sternolobata Alexander, 1957
  - A. strigimacula (Edwards, 1923)
  - A. striopleura Alexander, 1960
  - A. styx Alexander, 1965
  - A. subinterventa (Edwards, 1923)
  - A. subpacifera Alexander, 1942
  - A. subsessilis Alexander, 1970
  - A. superstes Alexander, 1960
  - A. tanana Alexander, 1972
  - A. tenuilobata Alexander, 1942
  - A. tergifera Alexander, 1953
  - A. tergofurcata Alexander, 1965
  - A. terpsis Alexander, 1960
  - A. thornei (Wood, 1952)
  - A. toxoneura (Osten Sacken, 1860)
  - A. transvaalica (Alexander, 1917)
  - A. tremula Alexander, 1929
  - A. trifidula Alexander, 1960
  - A. tsaratananae Alexander, 1955
  - A. tunguraguensis Alexander, 1940
  - A. varitarsis Alexander, 1929
  - A. vivasberthieri Alexander, 1938
  - A. volentis Alexander, 1951
  - A. wilfredlongi Alexander, 1952
  - A. wilhelminae Alexander, 1960
  - A. wygodzinskyi Alexander, 1948
  - A. xanthoptera Alexander, 1929
  - A. yoruba Alexander, 1974
  - A. yumotana (Alexander, 1934)
- Subgenus Limnophilaspis Alexander, 1950
  - A. brevisetosa Alexander, 1950
  - A. ecalcarata (Edwards, 1933)
- Subgenus Mediophragma Alexander, 1954
  - A. delectissima Alexander, 1954
  - A. paraguayana Alexander, 1952
- Subgenus Phragmocrypta Alexander, 1956
  - A. albocoxalis (Alexander, 1934)
  - A. fulani Alexander, 1974
  - A. gyldenstolpei (Alexander, 1924)
  - A. maumau Alexander, 1956
  - A. recessiva Alexander, 1956